# 투 포 더 머니
《투 포 더 머니》(Two For The Money)는 미국에서 제작된 D.J. 카루소 감독의 2005년 드라마, 스릴러, 코미디 영화이다. 알 파치노 등이 주연으로 출연하였고 제임스 G. 로빈슨 등이 제작에 참여하였다. 이 영화는 스포츠 도박의 세계에 관해 다루고 있다. 2005년 10월 7일 개봉되었다.

## 출연

### 주연
- 알 파치노
- 매튜 맥커너히
- 르네 루소

### 조연
- 아맨드 아상테
- 제레미 피번
- 제이미 킹

## 기타
- 공동제작: 웨인 모리스
- 미술: 톰 사우스웰
- 의상: 마리-실비 데보
- 배역: 팜 딕슨
- 배역: 아만다 맥키 존슨
- 배역: 캐시 샌드리치